# Calibro 9 (film)
Calibro 9 è un film del 2020 diretto da Toni D'Angelo.

## Trama
Milano, oggi. Fernando, il figlio di Ugo Piazza, è un brillante avvocato penalista cresciuto da sua madre Nelly con l'intento di farne un uomo diverso da suo padre. Ma se in città scompaiono 100 milioni di € con una truffa telematica, e se il principale indiziato è proprio un cliente dell’avvocato Fernando Piazza, quel cognome non può non avere un peso e portare ad un naturale collegamento. Soprattutto se la società truffata è solo una copertura e, chi c'è dietro, è una delle più potenti organizzazioni criminali del pianeta: la 'ndrangheta. Milano, Calabria, Francoforte, Mosca e Anversa sono solo alcune caselle dello scacchiere su cui Fernando è costretto a giocare la partita per la propria vita... una partita da giocare a tutto campo, impegnativa come il nemico che si trova a fronteggiare. Sulle sue tracce c'è il commissario di polizia Valerio Di Leo.

## Produzione
Il film è un omaggio a Milano calibro 9 di Fernando Di Leo (1972) dal quale Barbara Bouchet, riprende ancora il personaggio di Nelly.

## Distribuzione
Il film è stato presentato fuori concorso il 23 novembre 2020 al 38º Torino Film Festival in modalità streaming.